# Carposcalis chaetopoda
Carposcalis chaetopoda là một loài ruồi trong họ Ruồi giả ong (Syrphidae). Loài này được Davidson mô tả khoa học đầu tiên năm 1922. Carposcalis chaetopoda phân bố ở miền Tân bắc